# Кабалюк Микола Тимофійович
Мико́ла Тимофі́йович Кабалю́к (нар. 20 травня 1937, село Сьомаки Жмеринського району Вінницької області — пом. 9 січня 2009) — український поет, перекладач. Член Національної спілки письменників України.
Вчився в Літературному інституті імені Максима Горького в Москві.
Працював в жанрі художнього перекладу. Переклав драми, поеми Джорджа Гордона Байрона, надрукував низку віршів.

## Оцінка перекладацької майстерності
Перекладач Володимир Бурбан 2003 року зазначив у газеті «Дзеркало тижня» :
| «Рідкісною відданістю Байронові та заглибленістю в його поетичну стихію, котру освоює ось уже понад тридцять літ, вражає відомий український перекладач Микола Кабалюк, який, за свідченнями фахівців, не лише адекватно відтворює макрообрази Байронової поезії, а й її численні мікрообрази, особливості художнього синтаксису, стилістичні конотації граматичних форм тощо. «Каїн» Байрона чи його ж «Дон Жуан» ще ніколи не звучали українською так переконливо й прозоро, як у перекладі М.Кабалюка" (Лесь Герасимчук). Автор цих рядків, за часів коли був головним редактором журналу «Ранок», мав, відповідно, певний стосунок до публікації на сторінках цього часопису повного перекладу Миколою Кабалюком поеми Байрона «Шільйонський в'язень» — за рекомендацією Дмитра Павличка». |